# House of Wax (1953)
House of Wax is een Amerikaanse horrorfilm uit 1953, met in de hoofdrol Vincent Price. De film is een remake van Warners Mystery of the Wax Museum (1933), maar dan zonder de in die film aanwezige vrolijke noot. De regie was in handen van André de Toth.
De film was een van de eerste die gebruikmaakten van stereoscopie. Het was tevens de eerste stereofilm van een grote Amerikaanse filmstudio.

## Verhaal
Professor Henry Jarrod (Vincent Price) is een maker van wassen beelden voor een museum in het New York van 1910. Zijn opdrachtgever Matthew Burke wil dat Jarrod voor hem meer sensationele exposities maakt om zo meer bezoekers te trekken, maar Jarrod weigert dit. Bang dat het museum zonder de expositie failliet zal gaan, besluit Burke het museum in brand te steken en het verzekeringsgeld op te strijken. Jarrod probeert bij de brand wanhopig zijn creaties te redden. Hij loopt hierbij zware brandwonden op, maar overleeft het en opent zelf een nieuw wassenbeeldenmuseum, geholpen door de doofstomme beeldhouwer Igor.
Jarrods nieuwe museum wordt populair, vooral de horrorkamer waarin wassen beelden staan die beroemde historische moorden en enkele meer recente moorden uitbeelden. Kort hiervoor werd Burke vermoord en maakte Jarrod een beeld dat deze moord uitbeeldt. Meer moorden volgen, waaronder Burkes verloofde Cathy. Cathy’s vriendin Sue bezoekt het museum, en ontdekt dat de beelden daar in feite de lijken van de slachtoffers zijn, bedekt met een laag was. Jarrod is hun moordenaar. Sue wordt betrapt door Jarrod, die haar ook probeert te vermoorden, maar hierbij valt hij zelf in een bak was.

## Rolverdeling
| Acteur                                          | Personage              |
| ----------------------------------------------- | ---------------------- |
| Vincent Price                                   | Professor Henry Jarrod |
| Frank Lovejoy                                   | Lt. Tom Brennan        |
| Carolyn Jones                                   | Cathy Gray             |
| Phyllis Kirk                                    | Sue Allen              |
| Paul Picerni                                    | Scott Andrews          |
| Roy Roberts                                     | Matthew Burke          |
| Angela Clarke as Mrs. Andrews                   |                        |
| Paul Cavanagh                                   | Sidney Wallace         |
| Dabbs Greer                                     | Sgt. Jim Shane         |
| Charles Bronson (vermeld als Charles Buchinsky) | Igor                   |
| Reggie Rymal                                    | the paddleball barker  |

## Achtergrond
Stereoscopie was een van de nieuwe ontwikkelingen (samen met Cinemascope en Cinerama) die in de jaren 50 door filmstudio’s werd ingezet om de concurrentie met de televisie aan te kunnen gaan. House of Wax was Warner Bros. antwoord op de 3D-hit Bwana Devil, die in november 1952 in première was gegaan. WB zocht voor het maken van de film contact met hetzelfde bedrijf dat ook aan Bwana Devil had meegewerkt, Natural Vision. De film is een remake van The Mystery of the Wax Museum, dat op zijn beurt gebaseerd is op Charles Beldens toneelstuk The Wax Works. Ironisch genoeg was regisseur Andre de Toth blind aan 1 oog, waardoor hij zelf geen 3D-effecten kon zien.
De film ging in april 1953 in première en werd heruitgebracht in 1975.